# سید محمود مدنی بجستانی
سید محمود مدنی بجستانی (زاده ۱۳۴۳ در بجستان)مجتهد، فیلسوف و روحانی شیعه ایرانی است.
آیت الله مدنی فرزند سید جواد مدنی بجستانی است که از علمای جنوب خراسان بزرگ بوده و به مدت بیست سال امام جمعهٔ بجستان بود. برادر او در جنگ ایران و عراق کشته شده‌است.
وی همچنین در دوره هفتم مجلس شورای اسلامی توانست به عنوان نماینده مردم از حوزه حوزه انتخابیه گناباد و بجستان به مجلس راه یابد.

## تحصیلات
او دوران تحصیلات ابتدایی را در بجستان به پایان رسانید و پس از پایان سال اول دورهٔ راهنمایی وارد حوزهٔ علمیه شد. سید محمود مدنی در سال ۱۳۵۵ در حوزهٔ علمیهٔ خراسان مقدمات ر ا به پایان برد سپس برای تکمیل تحصیلات در سال ۱۳۵۸ راهی قم شد. دروس سطح حوزه را نزد اساتیدی چون اشتهاردی، محامی و کوه کمری و دروس سطح عالی حوزه رادر حضور ستوده، اعتمادی، پایانی و بنی فضل گذراند. آنگاه به مدت دوازده سال در درس خارج میرزا جواد تبریزی «فقه ۱۲ سال اصول ۸ سال» حاضر شد. وی از اساتید دیگری همچون وحید خراسانی «فقه یک سال و نیم و اصول هشت سال»، مکارم شیرازی «اصول یک سال»منتظری «فقه ۴ سال» و برخی دیگر حضور یافت همچنین در تفسیر مشکینی «۳ سال» تفسیر جوادی «۵ سال» فلسفه انصاری شیرازی و اسفار علامه حسن‌زاده آملی داشته‌است.
وی تاسال ۱۳۸۳ به‌طور مستمر مشغول به تدریس در حوزه علمیه قم بود.

## اساتید
- میرزا جواد تبریزی
- حسین وحید خراسانی
- حسن حسن‌زاده آملی
- یحیی انصاری شیرازی
- عبدالله جوادی آملی
- محمد فاضل لنکرانی
- ناصر مکارم شیرازی
- حسینعلی منتظری
- محامی
- کوه کمره ای
- محمد محمدی اشتهاردی
- علی مشکینی
- ستوده
- پایانی
- مصطفی اعتمادی تبریزی
- مرتضی بنی فضل

## تدریس
سید محمود مدنی همزمان با استقرار در قم به تدریس علوم اسلامی مشغول گردید. وی علاوه بر تدریس‌های عمومی و خصوصی در مدارس و دانشگاه‌های حوزوی، در حوزه علمیه قم، مدرسه حجتیه و مدرسه خان به تدریس سطوح عالیه مشغول بود و دردانشگاه تهران و دانشکدهٔ حقوق دانشگاه آزاد تهران به تدریس حقوق و الاهیات می‌پرداخت.وی همواره پایبند به فعالیت های علمی خود مشغول بود. در ایام نمایندگی با تدریس در دانشگاه شهید بهشتی تهران و دانشگاه تهران به تدریس مشغول بود. در ایام حضورش در امارات به عنوان نماینده ولی فقیه در حوزه کشور های خلیج فارس در دانشگاه شهید بهشتی و آزاد مشغول به تدریس دروس تخصصی دوره دکتری بود. پس از بازگشت به ایران به عنوان استاد عالی حوزه به تدریس درس خارج فقه و اصول در حوزه علمیه و موسسات علمی نظیر موسسه عالی فقه که تحت اشراف آیت الله خامنه ای  ست مشغول شد. وی همواره در کنار فعالیت های اجرایی خود دست از انجام فعالیت های علمی جدا نشد.

## فعالیت‌ها
انتخاب یکی از تألیفات وی به عنوان کتاب سال جمهوری اسلامی ایران و انتخاب کتاب دیگر وی به عنوان کتاب سال حوزه علمیه از افتخارات اوست. او پایان‌نامهٔ سطح چهارم حوزه و اجتهاد رادر بحث فقه در سال ۱۳۷۵ تألیف و با دفاع از آن مفتخر به دریافت مدرک آن مقطع گردیده و همچنین امتحان جامع دکترای وزارت علوم را با موفقیت گذراند و تز دکترای خود را با عنوان «احکام مصلحتی فقه اسلام» زیر نظر استاد دکتر مصطفی محقق داماد تألیف و دفاع نمود. وی درسال۸۵ برای چهارمین دورهٔ مجلس خبرگان رهبری ثبت نام و با شرکت درآزمون علمی تأیید صلاحیت شد و در نهایت با ۵۳۲ هزار رأی نتوانست عضو مجلس خبرگان گردد.
همچنین وی کاندیدای پنجمین دوره انتخابات مجلس خبرگان رهبری در استان خراسان رضوی بود.

## تالیفات
- ۱) سنن الرسول الاعظم

این کتاب که تحقیق و پژوهش آن در سال ۱۳۸۳ به اتمام رسیده توسط انتشارات امیر کبیر تهران در سال ۱۳۸۵ به چاپ رسیده. این کتاب به عنوان کتاب سال جمهوری اسلامی ایران در جشنوارهٔ کتاب فجر انتخاب و جایزهٔ ویژه این جشنواره توسط محمود احمدی‌نژاد به او اهدا گردید.
- ۲) موسوعه کلمات الامام الحسین

این کتاب پژوهشی در زمینهٔ گردآوری سخنان حسین بن علی در گسترهٔ کتب شیعه وسنی به زبان عربی می‌باشد که توسط سازمان تبلیغات اسلامی در سال ۱۳۷۴ منتشر شده‌است. این کتاب تاکنون در ۱۵ نوبت تجدید چاپ و ترجمه آن بنام فرهنگ جامع کلمات حسین در ۶۰ نوبت به چاپ رسیده‌است.
- ۳) فساد سلاح تهاجم فرهنگی

این اثر پژوهشی دربارهٔ موج فساد و بی بند و باری و علل و عوامل سیاسی و اجتماعی و راهکارهای مبارزه با آن می‌باشد که توسط جامعهٔ مدرسین حوزه علمیه قم در سال ۱۳۷۴ به چاپ رسیده‌است.
- ۴) دو فریضهٔ برتر

این کتاب در دو جلد پیرامون امر به معروف و نهی از منکر وشیوه‌های مختلف و متعدد آن در سیرهٔ معصومین شیعه نگاشته شده و بیش از ده‌ها هزار جلد ازآن به چاپ رسیده‌است.
1. میرزای شیرازی احیاگر قدرت فتوا
2. مختار ثقفی رایت امید
3. موسوعه کلمات الامام العلی

- ۸)موسوعه سنن المعصومین  در ۵ جلد

1. رسالهٔ احکام ویژه شهدا
2. احکام مصلحتی در فقه اسلامی

- ۱۱) ۱۰. فرهنگ کتب حدیثی شیعه ۲ جلد

پژوهشی گسترده در تاریخ حدیث شیعه که نمونه‌ای کاملاً ابتکاری بود و اخیراً در دو جلد توسط انتشارات امیر کبیر به چاپ رسیده‌است و به عنوان کتاب برتر جشنوارهٔ کتاب دین انتخاب و جایزهٔ ویژه این جشنواره توسط وزیر فرهنگ و ارشاد به او اهدا شد.
- ۱۲) تصحیح و تحقیق رساله سؤال و جواب فقیه بزرگ سید محمد کاظم طباطبایی یزدی
- ۱۳) آخرین تألیف وی شرح صلوات شعبانیه می‌باشد که در سال ۱۳۸۹ توسط بنیاد پژوهشهای اسلامی آستان قدس رضوی به چاپ رسیده‌است.
- ۱4) وی به عنوان استاد راهنما و داور در حوزه علمیه قم  جامعه المصطفی العالمیهحضور دارد و تا به حال به بررسی بیش از یک صد پایان نامه پرداخته است.

## مجلس شورای اسلامی
او در هفتمین دوره مجلس شورای اسلامی عضو فراکسیون اصولگرایان، فراکسیون روحانیت مجلس و از مؤسسین فراکسیون اصولگرایان مستقل بود. وی در همان دوره رئیس مجمع نمایندگان خراسان رضوی و از معدود مجتهدین مجلس شورای اسلامی (دورهٔ هفتم) بود. او در مجلس هفتم عضو کمیسیون اصل نود و مسئول کمیتهٔ محرمانه بود.
وی در مجلس هفتم همراه با عماد افروغ و سعید ابوطالب در مقابله با بد اخلاقی های اصولگرایان و جبهه پایداری اقدام به تاسیس حزب اصول گرایان مستقل در مجلس نمود. اما پس از کارشکنی ها توهین و مخالفت حداد عادل حزب ادامه حیات نداد و از میان رفت.
او همچنین رییس مجمع نمایندگان خراسان بزرگ بود که پس از او ائتلافی بر روی دیگری برای این سمت روی نداد
وی درانتخابات مجلس هشتم شورای اسلامی به صحن مجلس راه پیدا نکرد.

## نماینده ولی‌فقیه در امور کشورهای حوزه خلیج‌فارس
در اسفندماه سال ۱۳۸۸، وی را به عنوان نماینده خویش در کشورهای حوزه خلیج فارس و امامت جمعه دُبی منصوب کردند و این مسؤولیت تا ابتدای سال ۱۳۹۵ ادامه پیدا کرد؛رهبر معظم انقلاب طی نامه ای او را وجود عزیز خود خطاب کرد و از زحمات او قدردانی نمود.

## مدیریت جامعه‌الزهرا
در تاریخ ۲۲ دی ماه سال ۱۳۹۵ به پیشنهاد هیئت امنای جامعه الزهراء (س) و با تأیید شورای سیاستگذاری حوزه‌های علمیه خواهران و تأیید و تنفیذ رهبر معظم انقلاب، حجت‌الاسلام والمسلمین سیدمحمود مدنی بجستانی به سمت مدیریت جامعه الزهراء (س) منصوب شد.
وی در اسفند ماه 1399 از سمت خود استعفا داده و در حوزه علمیه قم جامعه الزهرا و جامعه المصطفی به عنوان عضو هیئت علمی (استاد تمام) مشغول به تدریس می باشد. هم اکنون وی رییس گروه فقه و اصول جامعه المصطفی می باشد.